# John Augustus Roebling
John Augustus Roebling, nascido Johann August Röbling (Mühlhausen, 12 de junho de 1806 — Nova Iorque, 22 de julho de 1869) foi um engenheiro civil alemão que imigrou para os Estados Unidos.
É famoso por seus projetos de pontes suspensas com cabos de aço, em particular o projeto da Ponte de Brooklyn.
Morreu devido a tétano, após um dos seus pés ter sido esmagado por um ferry-boat, quando se encontrava na borda de um cais.

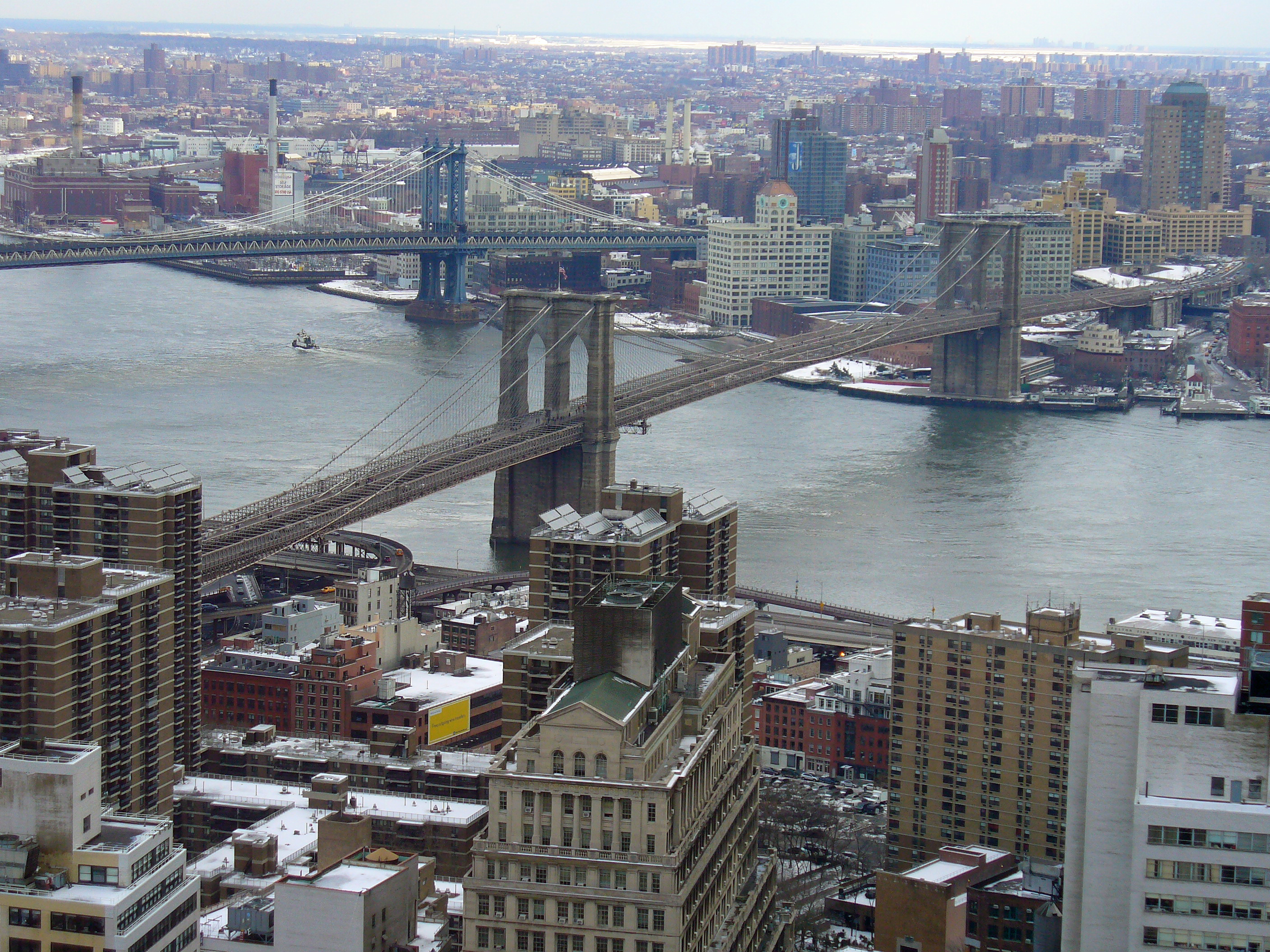
Brooklyn Bridge

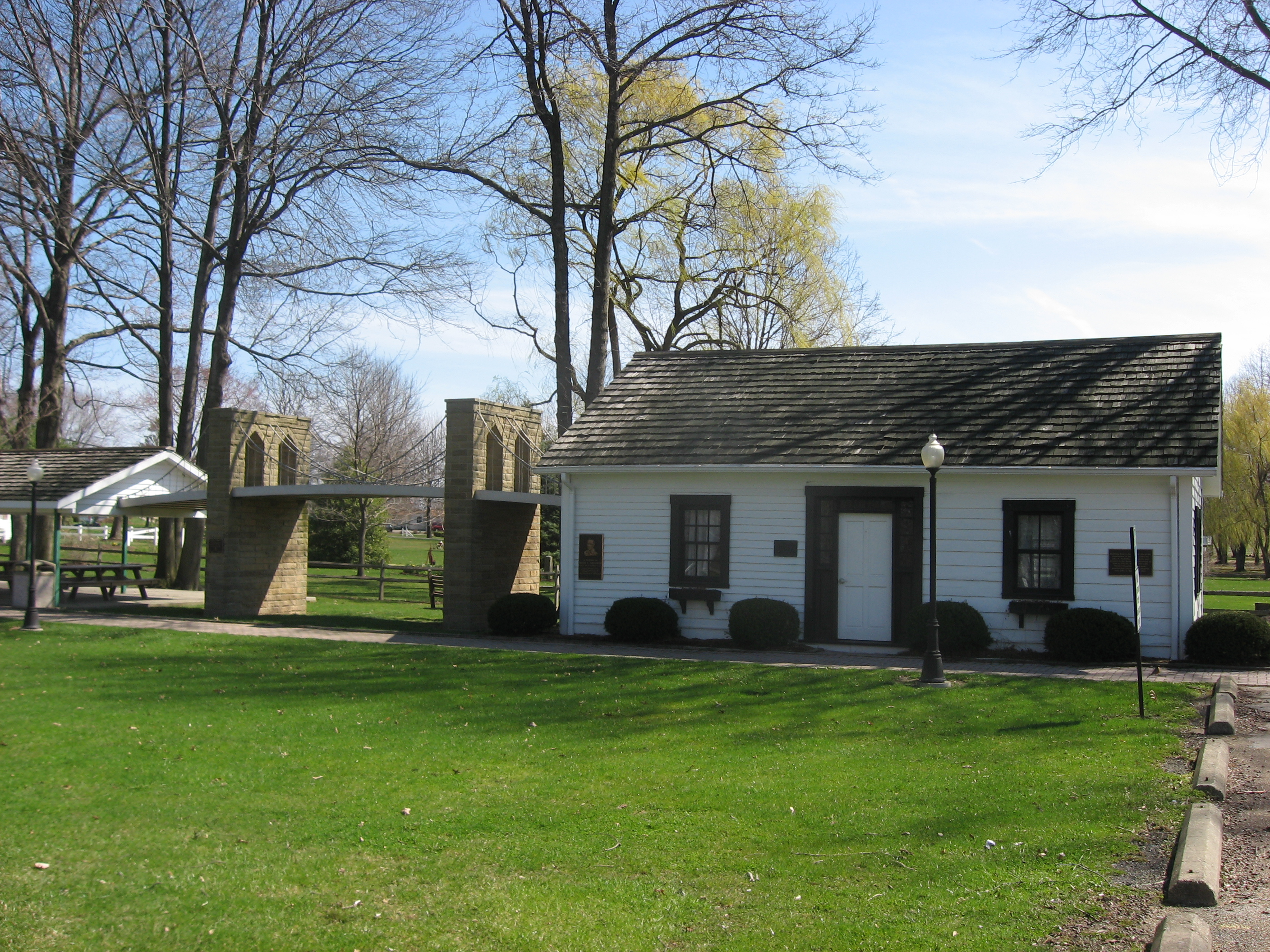
Casa de Roebling em Saxonburg, adjacente à réplica da Brooklyn Bridge

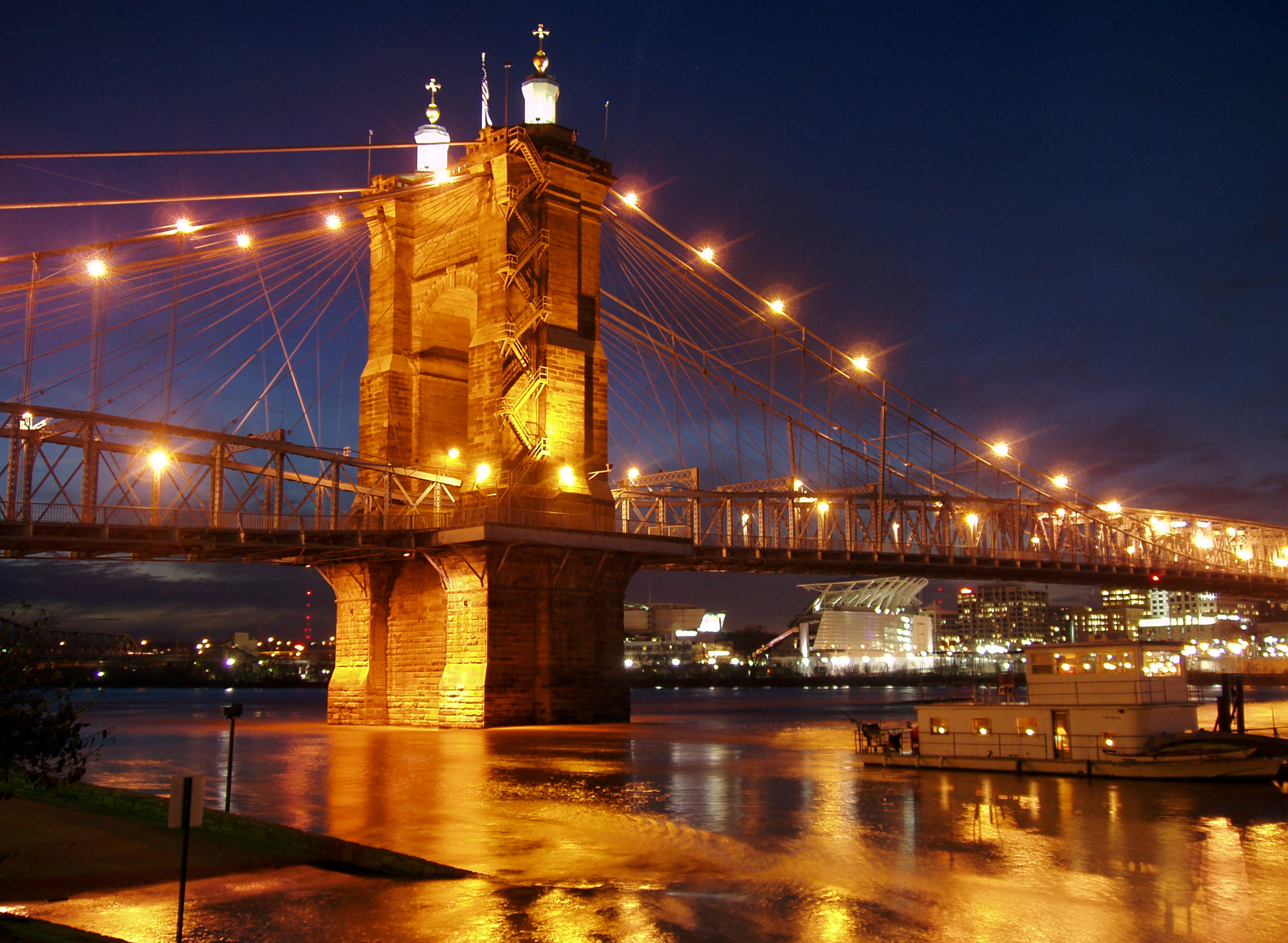
A John A. Roebling Suspension Bridge, sobre o Rio Ohio em Cincinnati, a noite.